# Беитарапчи
Беитарапчи (груз. ბეითარაფჩი, азерб. Bəytərəfçi) — село Марнеульского муниципалитета, края Квемо-Картли республики Грузия со 100 %-ным азербайджанским населением. Находится на юге Грузии, на территории исторической области Борчалы.

## География
Граничит с такими сёлами как Касумло, Земо-Сарали, Улашло, Лалвар, Байтало, Дамиа-Гиаурархи и Ахали-Лалало.

## Население
По данным Государственного статистического комитета Грузии, согласно официальной переписи 2002 года, численность населения села Беитарапчи составляет 483 человек и на 100 % состоит из азербайджанцев.

## Экономика
Население в основном занимается сельским хозяйством, овцеводством, скотоводством и овощеводством.

## Достопримечательности
- Мечеть
- Средняя школа[4]